# 拉尼亚斯科
拉尼亚斯科（義大利語：Lagnasco），是意大利库内奥省的一个市镇。总面积17平方公里，人口1392人，人口密度81.9人/平方公里（2009年）。ISTAT代码为004104。